# John Boehner

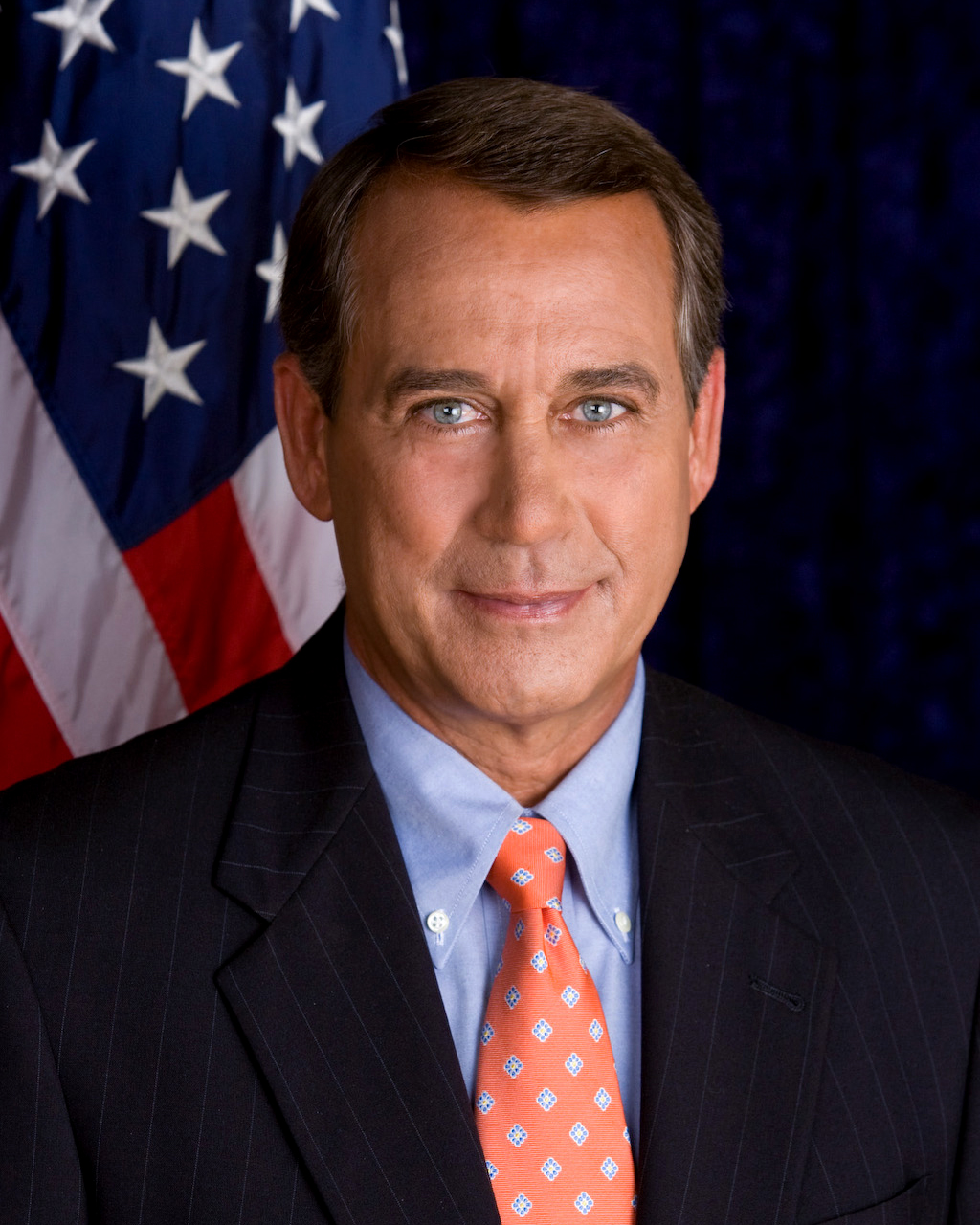
John Boehner (2009)

John Andrew Boehner [ˈbeɪnər] (* 17. November 1949 in Reading, Hamilton County, Ohio) ist ein US-amerikanischer Politiker der Republikanischen Partei und war von 1991 bis 2015 Abgeordneter des US-Repräsentantenhauses. Ab dem 2. Februar 2007 war er dort Fraktionsvorsitzender (House Minority Leader) der Republikaner. Nach dem Sieg seiner Partei bei den Kongresswahlen 2010 war er von Januar 2011 bis zu seinem Rücktritt am 29. Oktober 2015 Sprecher des Repräsentantenhauses, als er von Paul Ryan abgelöst wurde.

## Familie, Ausbildung und Beruf
Boehner wurde 1949 in Reading im äußersten Südwesten von Ohio als Zweitältester der zwölf Kinder von Earl Boehner und dessen Frau Mary Anne (geb. Hall) geboren. Die Familie hat irische sowie auch deutsche Wurzeln und ist vom römisch-katholischen Glauben geprägt. Boehner selbst sieht sich als streng katholisch. Der Vater, ein Veteran des Zweiten Weltkriegs, betrieb eine Gaststätte (Andy’s Cafe) in Carthage, einem nahegelegenen Stadtviertel von Cincinnati. Johns Großvater, Andy Boehner, hatte das Restaurant 1938 gegründet und an seinen Sohn weitergegeben.
John musste wie alle Kinder der Boehner-Familie ab einem gewissen Alter in der Gaststätte mithelfen. So lernte er, wie er später sagte, „mit jedem Idioten, der zur Tür hereinspazierte, fertig zu werden“ (“to deal with every jackass that walks in the door”). Boehner besuchte zunächst die Sts. Peter and Paul Parochial School, eine katholische Konfessionsschule, dann die Archbishop Moeller High School in Cincinnati, eine katholische Privatschule, an der ausschließlich Jungen unterrichtet wurden.
Während des Vietnamkrieges diente er in der US Navy und wurde nach acht Wochen aus medizinischen Gründen ehrenhaft entlassen. Anschließend absolvierte er als Erster seiner Familie ein Studium an der Xavier University in Cincinnati, das er 1977 mit dem B.A. abschloss. Danach arbeitete er als Angestellter eines Einzelhandelsgeschäftes für Verpackungen, dessen Geschäftsführer er später wurde. Im April 2018 wurde bekannt, dass Boehner als Berater für den größten Cannabisproduzenten des Landes arbeiten wolle, nachdem er zuvor die Legalisierung des Cannabiskonsums abgelehnt hatte.
Er ist verheiratet und hat mit seiner Frau Debbie zwei Töchter.

## Politische Laufbahn

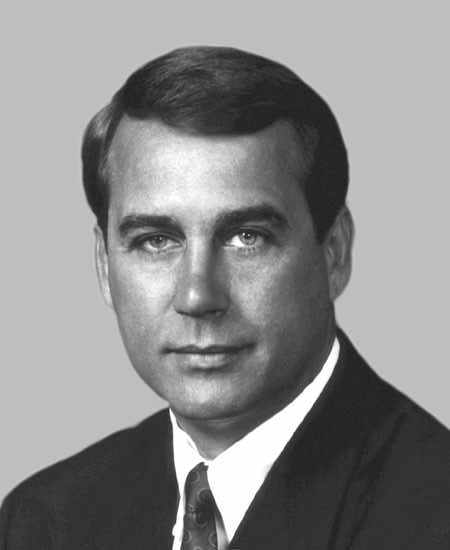
Boehner im Jahr 1997

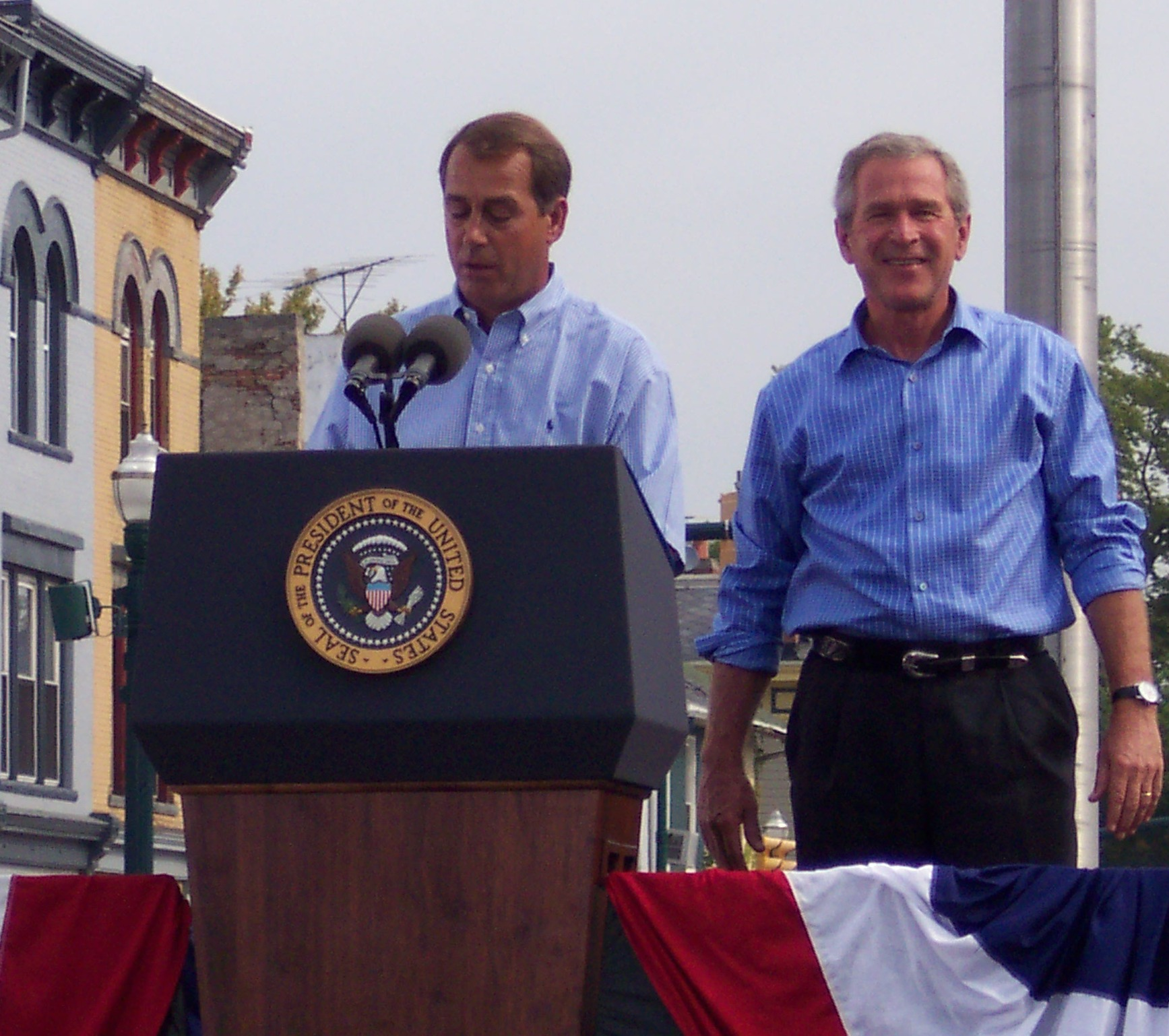
John Boehner und George W. Bush auf einer Wahlkampfveranstaltung in Troy am 15. September 2003

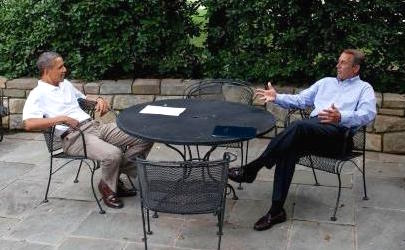
Boehner (rechts) bespricht sich während der Haushaltskrise im Sommer 2011 mit Barack Obama

Zu Beginn seiner politischen Laufbahn, im Jahre 1982, wurde Boehner für vier Jahre in das Board of trustees (Verwaltungsausschuss) im Union Township (ab 2000: West Chester Township), einem der 13 Townships des Butler County, im Südwesten von Ohio, gewählt. Von 1985 bis 1990 war Boehner Mitglied des Repräsentantenhauses von Ohio.
1990 gewann Boehner die Nominierung für den achten Kongresswahlbezirk von Ohio gegen den republikanischen Amtsinhaber Buz Lukens, der 1989 in einen Skandal mit einer Minderjährigen verwickelt war und dafür verurteilt wurde. Boehner setzte sich in der Wahl am 6. November 1990 eindeutig gegen Gregory V. Jolivette von den Demokraten durch. Von 1991 bis 2015 war er ohne Unterbrechung Abgeordneter („Congressman“) im US-Repräsentantenhaus für denselben Wahlkreis. Während seiner ersten Amtszeit gründete er mit sechs Kollegen die so genannte „Siebenerbande“ (Gang of Seven), die Skandale im Kongress aufdeckte. Es ging dabei um unlautere Wechselgeschäfte mit der Hausbank, Zechprellereien im Restaurant und Betrügereien mit der Hauspost. 1994 war er zusammen mit anderen Republikanern unter der Führung von Newt Gingrich Mitverfasser des von Larry Hunter geschriebenen „Vertrages für Amerika“ für den republikanischen Wahlkampf. Während der Amtszeit von Präsident Bill Clinton gelang es den Republikanern erstmals seit 40 Jahren, die Mehrheit im Repräsentantenhaus zu erringen. Daraufhin wählten die republikanischen Abgeordneten ihn zum Vorsitzenden (Republican Conference Chair) der House Republican Conference. Von 1995 bis 1999 war er in dieser Position dafür zuständig, die Zusammenkünfte zwischen Abgeordneten und Anhängern zu organisieren und zu leiten. Nach den schlechten Wahlergebnissen von 1998 verlor die gesamte Parteispitze im Abgeordnetenhaus ihre Ämter, Boehner seine Position an J.C. Watts.
Von 2001 bis 2006 war er Vorsitzender des ständigen Ausschusses des Repräsentantenhauses für Bildung und Arbeit (Chairman of the United States House Education and Workforce Committee, ab 2007 umbenannt in Committee on Education and Labor).
Am 2. Februar 2006 wählten die Abgeordneten ihn zum Majority Leader of the United States House of Representatives, abgekürzt House Majority Leader, d. h. zum Vorsitzenden der republikanischen Mehrheitsfraktion. Er wurde Nachfolger von Tom DeLay, der als erster Mehrheitsführer der Vereinigten Staaten angeklagt wurde und zwar am 28. September 2005 wegen Missbrauchs von Spendengeldern. Boehner trat als Erneuerer und Saubermann an, galt aber als Außenseiter. Er schlug Majority Whip Roy Blunt aus Missouri mit 122 zu 109 Stimmen.
Nach der verlorenen Wahl 2008 wählten die republikanischen Abgeordneten am 4. Januar 2008 Boehner zu dem republikanischen Fraktionschef (Republican Leader of the United States House of Representatives, meistens aber, da die Republikaner in der Minderheit waren, House Minority Leader). In dieser Funktion war er gleichzeitig ex officio Mitglied im Ständigen Ausschuss für Geheimdienstliche Aufgaben, kurz auch Geheimdienstausschuss (United States House Permanent Select Committee on Intelligence).
Nach den gewonnenen Wahlen zum Repräsentantenhaus nominierten ihn die republikanischen Abgeordneten am 18. November 2010 einstimmig zum Sprecher des Repräsentantenhauses (amtl. Speaker of the United States House of Representatives). Das Amt trat er am 5. Januar 2011 als Nachfolger der Demokratin Nancy Pelosi an.
Vor Silvester 2012/2013 kam es zu einem langen Tauziehen zwischen Demokraten und Republikanern um Steuererhöhungen („Fiskalklippe“) im Rahmen einer zunehmenden Kompromisslosigkeit innerhalb des US-Kongresses. Nachdem Boehner als Sprecher des US-Repräsentantenhauses aus taktischen Gründen eine Abstimmung über die Bewilligung von 60 Milliarden US-Dollar Hilfsgelder für Opfer des Hurrikan Sandy (und damit die Auszahlung der Mittel) verhindert hatte, kritisierte der republikanische Gouverneur von New Jersey Chris Christie ihn äußerst scharf und nannte die Situation „enttäuschend und ekelhaft“.
Am 25. September 2015 wurde bekannt, dass Boehner im Oktober von seinem Amt als Sprecher des Repräsentantenhauses zurücktreten werde. Dieser Rücktritt wurde von Mitgliedern des rechten Freedom Caucus erzwungen, welche auch seinen designierten Nachfolger, den House Majority Leader Kevin McCarthy, verhinderten, da dieser sich sicher war, die Fraktion nicht vereinen zu können, etwas, woran auch Boehner wegen des Freedom Caucus gescheitert war, und deswegen nach ein paar Wochen seine Bereitschaft, Sprecher zu werden, zurückzog. Deshalb wurde Paul Ryan, der zu diesem Zeitpunkt Vorsitzender des mächtigen Committee on Ways and Means und bei der Präsidentschaftswahl in den Vereinigten Staaten 2012 der Running Mate von Mitt Romney war, zu seinem Nachfolger gewählt.  Boehner ist erst der dritte Politiker der USA – nach Andrew Stevenson (1833) und Jim Wright (1989) –, der als Sprecher des Repräsentantenhauses zurückgetreten ist. Er schied am 29. Oktober 2015 aus dem Amt und Mandat und äußerte später, keinerlei Reue zu empfinden. Neben scharfer Kritik an Präsident Trump äußerte er, er sage morgens täglich dreimal „Halleluja“, dass die jetzigen Probleme nicht mehr seine seien.
Im April 2021 erschien ein Buch mit Erinnerungen unter dem Titel On the House: A Washington Memoir darin kritisiert er viele Republikaner der Trump-Ära heftig.

## Politische Positionen
Er gilt als einer der Haupturheber des republikanischen Contract With America, in dem 1994 eine politische Wende versprochen wurde, und des No Child Left Behind Act. Außenpolitisch war Boehner immer ein starker Unterstützer der Bush-Regierung und des Irakkrieges. Er unterstützte Präsident Obamas Pläne für eine Militärintervention in Syrien. Boehner steht im Ruf, Wirtschaftsinteressen zu vertreten, und kritisierte Obamas Steuererhöhungspläne. Er bezeichnete den Whistleblower Edward Snowden als Verräter.
Boehner ist für seine explizite politische Sprache bekannt. Während der Vorwahlen zur Präsidentschaftswahl in den Vereinigten Staaten 2016 sprach Boehner sich gegen Ted Cruz als Kandidaten aus und nannte ihn den „leibhaftigen Teufel“. Falls dieser der Präsidentschaftskandidat der Republikaner würde, werde er nicht für ihn stimmen. Wenn dagegen Donald Trump, den er als „texting buddy“ (ungefähr: „SMS-Kumpel“ – jemand, mit dem man sich ab und an Nachrichten schreibt) bezeichnete, Kandidat werde, könne dieser mit seiner Stimme rechnen.